# Neothypodium coenophialum
Neotyphodium coenophialum és una espècie de fong endòfit, que es presenta com sinbiont de l'espècie Festuca arundinacea, una classe de poàcia present en pastures naturals i cultivats en totes les regions temperades. És responsable de la malaltia coneguda com festucosis, que afecta els animals que consumeixen plantes de festuca, causant intoxicacions que generen greus pèrdues econòmiques, inclús poden portar la mort dels animals.
Entre els símptomes més coneguts s'expliquen l'enduriment de cabells, i un comportament típic dels animals, que caminen amb evident dolor, busquen introduir les seues extremitats en l'aigua i romandre a l'ombra. Aquests últims símptomes es deuen a un augment de la temperatura corporal -especialment en les extremitats- i dolors musculars i articulars, que generen baix nivell d'ingesta i, per tant, baix o nul guany de pes. En casos greus causa gangrena d'orelles i potes. Es tracta d'una malaltia similar a l'ergotisme que afecta humans. La malaltia és causada per alcaloides produïts pel fong, especialment lolina.
Malgrat els recurrents casos de festucosis, l'excepcional productivitat de l'espècie Festuca arundinacea ha estat causa que aquesta se seguisca cultivant com a planta farratgera, de manera que s'han buscat diferents maneres de controlar la difusió de N. coenophialum, o encara d'evitar la producció d'alcaloides per part d'aquest. Recentment s'han introduït soques de N. coenophialum que no produeixen alcaloides o els produeixen en baixa quantitat en cultivars d'alfals comercial, amb la qual cosa s'han generat línies de festuques que no generen toxicitat.
L'endòfit genera dues classes d'alcaloides, lolina i peramina, un insecticida i repel·lent de insectes, ambdues generen, a més, una augment de la resistència de festuca a la inundació, millora la taxa d'utilització de nitrogen i fòsfor, i la resistència als nematodes. Aquestes característiques donen un important avantatge competitiu a les plantes infectades sobre les que no, cosa que complica el control de la malaltia i limita el possible ús de soques de N. coenophialum que no produeixen alcaloides. No obstant això, encara no s'han obtingut resultats concloents en la investigació sobre si aquestes soques proveeixen dels beneficis atribuïbles a les soques tòxiques sobre els conreus de festuca.
Anàlisis filogenètiques actuals han conclòs que N. coenophialum és un híbrid amb tres ancestres coneguts: Epichloë festucae, Epichloë typhina i un ancestre extint del gènere Neotyphodium, que també ha contribuït al genoma d'un altre endòfit híbrid, Neotyphodium occultans.